# Prionoryctes breviusculus
Prionoryctes breviusculus är en skalbaggsart som beskrevs av Gilbert John Arrow 1911. Prionoryctes breviusculus ingår i släktet Prionoryctes och familjen Dynastidae. Inga underarter finns listade i Catalogue of Life.